# Costa Smeralda

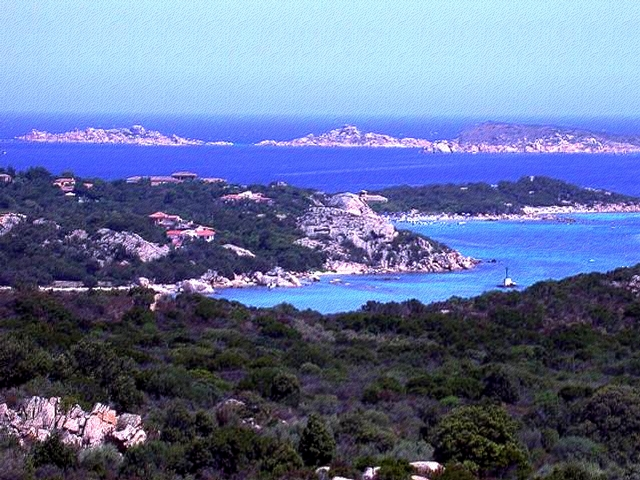
Una vista de la Costa Esmeralda cerca de Capriccioli.

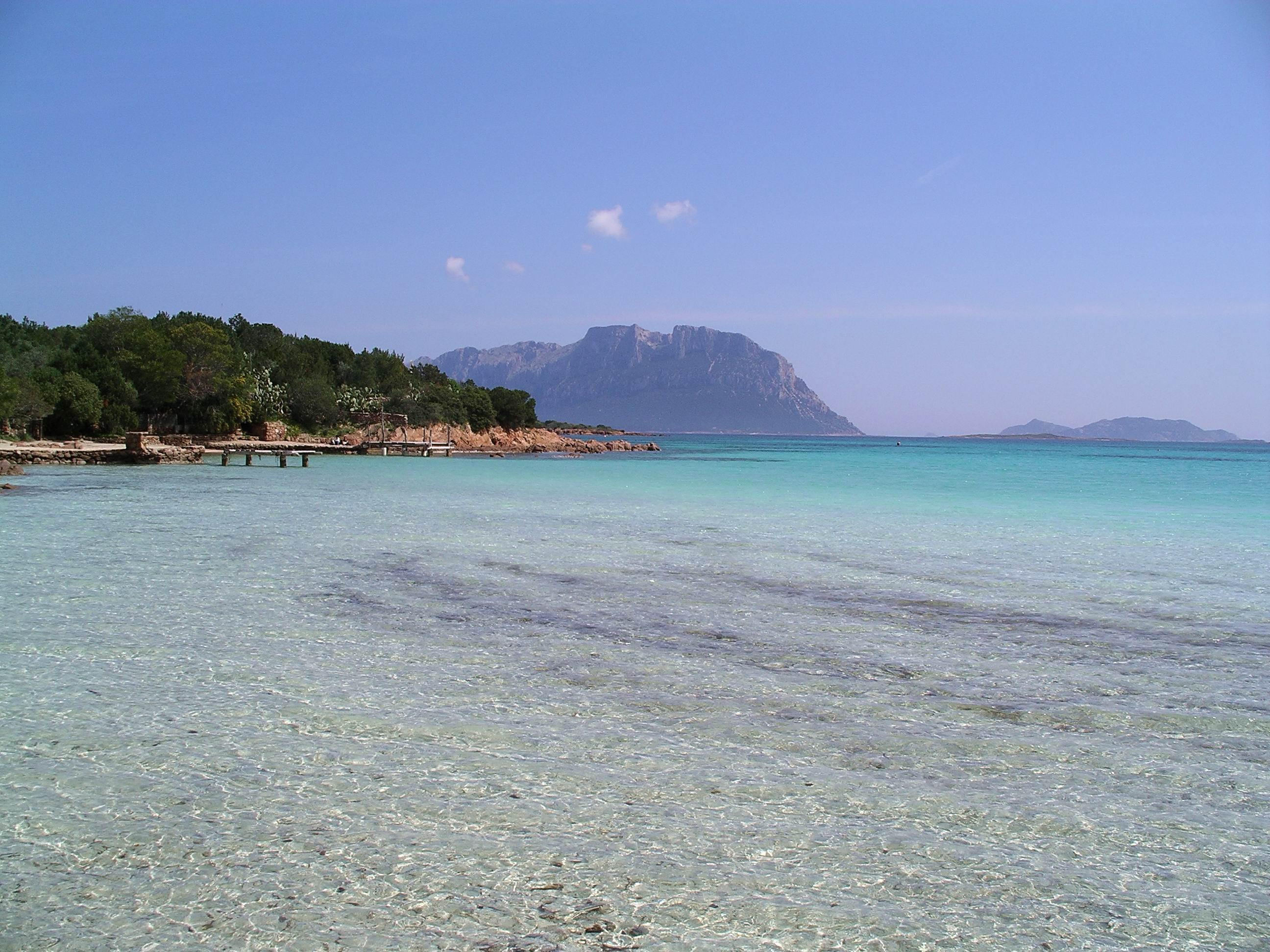

La Costa Smeralda (en español, «Costa Esmeralda»; gallurés: Monti di Mola; sardo: Montes de Mola) es una zona costera en el norte de Cerdeña, de 55 km de largo y que abarca más de 30 km², con playas y un sistema de pueblos construidos de acuerdo con un plan urbanístico extremadamente detallado. La zona es un destino turístico de lujo con playas de arena blanca, club de golf de Pervero, acceso privado de jets en Olbia, y servicio de helicóptero para visitantes VIPs de Estados Unidos, Europa, Rusia y la península arábiga.
Las principales ciudades y pueblos de la zona son Arzachena, Olbia, Porto Cervo, Liscia di Vacca, Capriccioli y Romazzino.
Anualmente en septiembre se celebra la regata de vela Sardinia Cup, usualmente con barcos famosos. Se celebra una temporada de partidos de polo entre abril y octubre en Gershan cerca de Arzachena. El festival de cine italiano se celebra en Tavolara y un rally de coches clásicos entretiene a los entusiastas de los coches antiguos. Cala Di Volpe, Hotel Romazzino, Hotel Pitrizza, y Cervo Hotel forman el núcleo de un lujoso grupo de opciones hoteleras dentro de las cadenas Starwood Luxury Collection y Sheraton  respectivamente. Los invitados gastan entre 2.000 y 3.000 dólares estadounidenses por noche en la temporada alta. Los hoteles tienen amarres privados para los famosos que se alojan allí.
Entre los lugares de interés arqueológico se encuentran la Tomba dei Giganti de Li Muri.
El desarrollo de la zona comenzó en el año 1961, y fue financiada por un consorcio de compañías. El presidente del consorcio y figura representativa fue el príncipe Karim Aga Khan. Famosos arquitectos involucrados en el proyecto fueron Busiri-Vici, Jacques Couëlle, Savin Couëlle y Vietti.